# Deutschlandsberg
Deutschlandsberg é uma cidade da Áustria, situada no distrito de Deutschlandsberg, no estado da Estíria. Tem 179,08 km² de área e sua população em 2019 foi estimada em 11.663 habitantes.